# Gib Dich Nie Auf
Gib Dich Nie Auf (в переводе с нем. — «Никогда не сдавайся») — мини-альбом немецкой хэви-метал-группы Rage, выпущенный в 2009 году к 25-летию группы.

## Создание
Заглавная песня «Gib Dich Nie Auf» была специально написана для выступления на немецком телевизионном шоу Bundesvision. Немецкий телеведущий Штефан Рааб, будучи в хороших отношениях с группой (Rage ранее неоднократно выступали на его шоу), позвонил Смольскому и предложил выступить на шоу. Согласие группы на участие в подобном шоу Смольский позднее объяснял тем, что «была возможность чуть-чуть развеяться и попробовать нечто новое», а кроме того выступление на телевидении рассматривалась музыкантами как «очень хорошая реклама для такой музыки».

## Список композиций
| №                   | Название                                | Текст песни         | Музыка              | Длительность |
| ------------------- | --------------------------------------- | ------------------- | ------------------- | ------------ |
| 1.                  | «Gib Dich Nie Auf»                      | Вагнер              | Смольский           | 3:00         |
| 2.                  | «Vollmond»                              | Вагнер              | Вагнер              | 4:55         |
| 3.                  | «Never Give Up»                         | Вагнер              | Смольский           | 4:07         |
| 4.                  | «Terrified»                             | Вагнер              | Смольский           | 4:01         |
| 5.                  | «Lord of the Flies» (Orchestra version) | Вагнер              | Смольский, Вагнер   | 5:52         |
| 6.                  | «Home»                                  | Вагнер              | Смольский           | 3:12         |
| Общая длительность: | Общая длительность:                     | Общая длительность: | Общая длительность: | 25:06        |

| №                   | Название            | Длительность |
| ------------------- | ------------------- | ------------ |
| 7.                  | «Полнолуние»        | 4:52         |
| 8.                  | «La Luna Reine»     | 4:52         |
| Общая длительность: | Общая длительность: | 34:50        |

## Содержание
«Gib Dich Nie Auf»
Песня, написанная для выступления на Bundesvision. Для группы это был уже вторая песня, исполненная на родном языке, после «Full Moon», немецкоязычная версия которой была включена в немецкое издание альбома Speak of the Dead. До этого, даже в интервью 2008 года Вагнер скептически относился к идее исполнения песен на родном языке, мотивируя это нежеланием «сокращать свою аудиторию» и несочетаемостью «традиционного металлического звучания» Rage и немецкоязычных текстов. Однако, ни успех новой песни, ни выход данного мини-альбома не изменили мнение Вагнера, который и после его выхода продолжал считать, что «это было хорошо для пары песен», и по-прежнему не видел «смысла в таком альбоме».
Пиви Вагнер охарактеризовал песню как «тяжёлую и прямолинейную». По его словам, гитарная партия, написанная Смольским, смешивала в себе как современные риффы, так и риффы восьмидесятых, в духе AC/DC и Accept. Саму же песню в целом Вагнер назвал «хорошим высказыванием» для тех, кто опустился на самое дно и теперь должен «восстать из пепла».
«Vollmond»
Немецкоязычная версия песни «Full Moon» (всего существовало 5 вариантов на различных языках).
«Never Give Up»
Англоязычная версия заглавной песни «Gib Dich Nie Auf». Новый текст песни был написан уже после создания оригинального немецкого варианта, но они оба были написаны Вагнером в отеле в Осаке во время последнего на тот момент японского гастрольного тура.
«Terrified»
Эта песня была записана одной из первых после прихода Хильгерса в группу в конце 2006 года. Впервые была издана на сборнике Nuclear Blast All-Stars: Into the Light, откуда и была позаимствована для данного мини-альбома. Для записи этой песни Смольский перестроил свою гитару на «C», как он это ранее сделал для песни «Straight To Hell» с альбома Welcome to the Other Side. Быстрые партии контрабаса в композиции перекликаются со спокойными и мелодичными вокальными партиями. Лирика, по признанию Вагнера, «очень личная» и описывает чувства человека, избавившегося от уз очень неприятных для него отношений.
«Lord of the Flies» (Orchestra version)
Оркестровый вариант песни с последнего на тот момент альбома Carved in Stone, вышедшего в 2008 году. Смольский сделал оркестровку, после чего песня была перезаписана с участием минского симфонического оркестра Lingua Mortis Orchestra, спецпроектом музыкантов Rage, в студии Inspector Studio, расположенной в Минске. За аранжировку и сведение также отвечал Смольский. Новая версия «Lord of the Flies» была записана в январе 2008 года, поэтому в Carved in Stone включена не была, но была предназначена для саундтрека к немецкой компьютерной игре Windchaser, изначально запланированной к выходу в мае 2008 года.
«Home»
Ещё одна новая песня, записанная для нового мини-альбома. Представляет собой ещё одну композицию на мини-альбоме в исполнении оркестра Lingua Mortis Orchestra и Вагнером на вокале. Смольский исполняет соло на нейлоновых струнах. По выражению Вагнера, данная композиция — «нечто весьма интимное», на которую прекрасно ложаться слова о тоске по родине. Источником вдохновения, по признанию Вагнера, был Смольский, который ныне проживает в Германии, вдали от своей родной Белоруссии. Вагнер лишь попытался представить себя на месте Смольского.

## Подготовка к выпуску
Согласно опубликованной информации на официальном сайте группы, выпуск данного мини-альбома был приурочен к юбилейному туру группы в честь 25-летия, который был запланирован на весну 2009 года.
Информация о грядущем мини-альбоме (в частности, список композиций и информация о его выходе) была официально опубликована в ноябре 2008 года. В качестве предварительной даты выхода диска называлось 1 января 2009 года.

## Выпуск и продвижение
Мини-альбом вышел 16 января 2009 года в составе бокс-сета, включавшего в себя помимо Gib Dich Nie Auf ещё и последний на тот момент альбом Carved In Stone. Отдельно же мини-альбом можно было заказать лишь на официальном сайте Nuclear Blast для доставки по почте.
Группа на своём официальном сайте отмечала, что подобный вариант выпуска мини-альбома вызвал негативную критику со стороны фанатов, недовольных тем, что этот диск было трудно купить. Виктор Смольский объяснял сложившуюся ситуацию выбранным лейблом вариантом продаж: «воевать с ними по этому поводу тяжело, у них своя политика, там все взаимосвязано». Кроме того, он отмечал, что «EP в любом случае покупаются хуже полноформатных альбомов, там ведь мало песен».
В августе 2009 года студенты из института имени Георга Симона Ома позвонили музыкантам Rage и попросили принять участие в их студенческом фильме на песню «Never Give Up». Музыканты согласились, но данный видеоклип отказались считать официальным, несмотря на своё участие в его создании.

### Варианты изданий
В версию на CD входил также видеоклип с записью исполнения группы песни «Refuge» (с альбома The Missing Link) на немецком фестивале Wacken Open Air в 2007 году. Запись была сделана когда группа уже отыграла свой сет с оркестром, но у неё ещё оставалось несколько минут на то, чтобы сыграть «Refuge» на полной скорости. Музыканты не хотели включать этот фрагмент в DVD, который был включён в некоторые варианты изданий альбома Carved in Stone, поскольку он по своей сути имеет мало общего со всей остальной частью выступления Rage на WOA. Поэтому было решено включить ролик в состав данного мини-альбома.
В российское издание был добавлен специальный видеоролик, содержащий мастер-класс Смольского.

## Концертные выступления
Впервые заглавная песня была исполнена 20 января 2009 года на вечернем немецком комедийном ток-шоу TV total (на котором группа уже выступала ранее). 13 февраля с этой песней группа выступила в рамках отборочного конкурса Bundesvision Song Contest 2009, проходившим в Потсдаме. На этом конкурсе группа представляла землю Северный Рейн-Вестфалия. По словам Смольского, успех группы у телезрителей был огромный, поскольку «со всей территории Германии шло одинаково огромное количество звонков, всем понравилось», но группа заняла лишь третье место. Он объяснял третье место группы тем, что «первые два были куплены».
По мнению Вагнера, выступления на телевидении не сильно увеличили популярность группы, поскольку зрители подобных шоу «редко покупают ваши альбомы или ходят на метал-шоу». Хильгерс же считал, что их выступление на шоу было важным не столько для группы, сколько для метал-музыки в целом, ибо само появление метал-музыкантов на подобном фестивале уже можно считать успехом.
В конце ноября 2008 года было объявлено о запланированном на 7 марта следующего года специальном концерте 25 Years In Rage в честь 25-летия группы, после которого сразу же должен был последовать европейский тур. В честь 25-летия группы было запланировано выступление со специальными гостями на немецком метал-фестивале Wacken Open Air, среди которых были Джен Маджура, ранее участвовавшая в записи Carved in Stone, Марсель Ширмер, Ханси Кюрш, Эрик Фиш и Йорг Михаэль.

## Участники записи
Rage
- Петер «Пиви» Вагнер — вокал, бас-гитара
- Виктор Смольский — гитара, клавишные, ситар
- Андре Хильгерс — ударные (треки 1, 3-5)

Другие музыканты
- Майк Террана — ударные (трек 2 и его иноязычные варианты)